# Duckeola ghilianii
Duckeola ghilianii är en biart som först beskrevs av Maximilian Spinola 1853.  Duckeola ghilianii ingår i släktet Duckeola och familjen långtungebin. Inga underarter finns listade i Catalogue of Life.